# Cora Nyegaard
Cora Petronelle Nyegaard, gift Petersen (12. januar 1812 på Frederikskilde, Lynge Sogn, Sorø Amt – 28. april 1891 i Jystrup Sogn) var en dansk komponist.
Hendes forældre var landvæsenskommissær og translatør Peter Nicolai Nyegaard (1779 - 1862) og Catherina Elisabeth Ross (1787 - 1847).
Hun voksede op i en større familie på en gård, kaldet Frederikskilde, ved Tystrup sø på Vestsjælland. Familien var kendt på egnen som “Sangfuglefamilien fra Frederikskilde”. Moderen var hendes lærer i sang og klaverspil, og faderen spillede guitar. De sang under roture på den nærliggende sø og på skovture, men ikke mindst afholdt de i 1820’erne ugentlige musikaftener. Cora Nyegaard fik, fra hun var 13-14 år gammel, en central rolle i disse familiekoncerter. Man spillede klaverarrangementer af symfonier, ouverturer og uddrag af syngespil samt mængder af klavermusik, romancer, arier og viser.
Allerede da Cora Nyegaard var 10 år gammel, begyndte hun at komponere, og hun blev hyppigt opfordret til at sætte melodi til lejlighedsdigte, der blev sunget i familie- og bekendtskabskredsen. Hun erkendt dog snart at hun ikke var tilstrækkelig uddannet i musikteori til at kunne udvikle sit kompositionstalent ud over et vist punkt. Samtidig satte hendes huslige pligter grænser for hvor mange kræfter hun kunne bruge på musikken.
I 1829 blev hun engageret af sin mors fætter som huslærer i hans hjem i Sorø. I de 4 år hun opholdt sig der, deltog hun i egnens musikliv og var ved en lejlighed solist i en klaverkoncert af Ignaz Moscheles. I de følgende år skrev hun en lang række klaverstykker og sange, romancer og salmer, der for nogles vedkommende var ret udbredte og populære. Hun brugte tekster af samtidens store digtere som B.S. Ingemann, Grundtvig og Blicher.
Hun blev gift med sognepræst Alexander Christian Petersen d. 16. maj 1845. Efter sit giftermål i 1845 ophørte hun næsten fuldstændig med at komponere.
Der findes et portrætmaleri af hende udført 1845 af Emil Bærentzen (privateje). Silhouet i Det Kongelige Bibliotek.